# Gerald B. Whitham
Gerald Beresford Whitham (13 tháng 12 năm 1927 – 26 tháng 1 năm 2014) là nhà toán học ứng dụng người Mỹ và là giáo sư (danh dự) môn Toán ứng dụng và Toán học xử lý bằng máy tính ở Viện Công nghệ California. Ông nổi tiếng về công trình nghiên cứu Thủy động lực học và Chuyển động sóng.

## Cuộc đời và Sự nghiệp
Whitham sinh ngày 13 tháng 12 năm 1927 tại Halifax, West Yorkshire, Anh, ông đậu bằng tiến sĩ ở Đại học Manchester năm 1953 dưới sự hướng dẫn của Sir James Lighthill.. Ông là thành viên ban giảng huấn ở Phân khoa Toán học của Viện Công nghệ Massachusetts trong các năm 1959 – 1962. Ông rời Viện Công nghệ Massachusetts sang làm việc ở Viện Công nghệ California tại Pasadena, California và là người khởi xướng thành lập chương trình Toán học ứng dụng ở đây năm 1962.

## Giải thưởng và Vinh dự
Whitham là viện sĩ Viện Hàn lâm Khoa học và Nghệ thuật Hoa Kỳ từ năm 1959. Năm 1965, Whitham được bầu làm hội viên của Royal Society (hội Khoa học Hoàng gia London).
Whitham được thưởng giải Toán học ứng dụng Norbert Wiener năm 1980 cho "các đóng góp xuất sắc vào Toán học ứng dụng trong nghĩa cao nhất và rộng nhất".

## Tác phẩm
- G. B. Whitham, Linear and Nonlinear Waves, John Wiley & Sons (1974).